# Allibereu Willy
Allibereu Willy (títol original: Free Willy) és una pel·lícula franco-estatunidenca dirigida per Simon Wincer, estrenada l'any 1993. És el primer lliurament de la sèrie de films del mateix nom. Ha estat doblada al català.

## Argument
Willy és una orca mascle, capturada i a continuació venuda a un delfinari, el Northwest Adventure Park, per ser educada i explotada. Jesse, preadolescent abandonat per la seva mare, rebel a l'autoritat, és detingut per vandalisme durant una fuga i col·locat amb una família d'acollida que desitja adoptar-lo. Ha de netejar els seus graffitis al delfinari i coneix Willy. Jesse aconsegueix ràpidament fer-se acceptar per Willy, que esdevé el seu millor amic. Jesse esdevé fins i tot educador però l'animal no coopera pas en l'espectacle que s'espera d'ell. Aleshores, el propietari del parc intenta treure-se'l de sobre.

## Repartiment
- Jason James Richter: Jesse
- Keiko l'orca: Willy
- Lori Petty: Rae Lindley
- Jayne Atkinson: Annie Greenwood
- August Schellenberg: Randolph Johnson
- Michael Madsen: Glen Greenwood
- Michael Ironside: Dial
- Richard Riehle: Wade
- Mykelti Williamson: Dwight Mercer
- Michael Bacall: Perry
- Danielle Harris: Gwenie

## Llocs de rodatge
El film ha estat rodat a Oregon, a Astoria i Portland, i a Mexic, al parc d'atraccions Reino Aventura (rebatejat Six Flags Ciutat de Mèxic el 2000) · .
- Les escenes de la casa dels Greenwood han estat rodades a Astoria (escenes interiors i exteriors).[5]
- El gran tribunal interior, on Jesse i els seus amics mendiquen diners, és el Pioneer Courthouse Square al 701 Ave SW 6e a Portland.
- El seu skatepark al començament del film era el Skatepark Burnside a Portland, construït alguns anys abans.
- Els plans exteriors del « Northwest Adventure Park » han estat rodats a Oaks Amusement Park a Portland.
- La casa de Randolph era al costat oest del parc prop del riu.
- Algunes escenes on Jesse recorre la ciutat a bicicleta han estat rodades en el pont de Hawthorne sobre el riu Willamette, a Portland.
- L' « Auto Repair Greenwood » on Glen Michael Madsen treballa està situat al 5931, avinguda ES 52e a Portland.
- L'escena on Willy és alliberat ha estat rodada al mouillage de l'estany de Hammond, al nord-oest d'Astoria. Un portal « Marina de Dawson » ha estat construït pel film.

## Banda original
1. Will You Be There - Michael Jackson - 5:53
2. Keep on Smilin’ - New Kids on the Block - 4:36
3. Didn't Mean to Hurt You - 3T - 5:47
4. Right Here - SWV - 3:50
5. How Can You Leave Me Now - Funky Poets - 5:43
6. Main Title - Basil Poledouris - 5:07
7. Connection - Basil Poledouris - 1:44
8. The Gifts - Basil Poledouris - 5:19
9. Friends Muntatge - Basil Poledouris - 3:40
10. Auditon - Basil Poledouris - 2:04
11. Farewell Suite: Jessie Says Goodbye / Let's Free Willy! / Return to Freedom - Basil Poledouris - 12:01
12. Will You Be There (recuperació) - Michael Jackson - 3:42

## Al voltant de la pel·lícula
- La pel·lícula va ser seguida per Free Willy 2: The Adventure Home (1995) després Free Willy 3: The Rescue (1997).

El 2010, es va estrenar un nou film, posant en escena una nova heroïna, titulada Free Willy: Escape from Pirate's Cove. El film no té cap enllaç amb els tres precedents, a part la orca que és diu també Willy, sense tenir per tant cap enllaç amb els tres primers films.
- L'orca Keiko, estrella del film, va morir amb 27 anys el 12 de desembre de 2003 a conseqüència d'una pneumònia al fiord noruec de Arasvik, prop de Halsa. Un cairn indica la localització on va ser enterrada, a la platja de Taknes.[6]
- Crítica: "Feliç xipolleig de bons sentiments"[7]
- El film ha estat parodiat en un episodi de South Park titulat Salveu Willzy-X.
- Igualment, Els Simpson fan tres vegades referències al film (episodis: El Noi qui en sabia massa, Per l'amor de Moe i Simpson Horror Show XI).